# Kappa Centauri
Kappa Centauri (κ Cen / HD 132200) es un sistema estelar situado en la constelación de  Centauro.
En China era conocido como Ke Kwan, «el oficial de caballería».
Tiene magnitud aparente +3,13 y se encuentra, de acuerdo a la nueva reducción de los datos de paralaje de Hipparcos, a 383 años luz del sistema solar.
Al igual que estrellas como ν Centauri o γ Lupi, forma parte de la asociación estelar Centaurus Superior-Lupus (UCL).
La componente principal del sistema (Kappa Centauri Aa) es una estrella caliente, catalogada como subgigante, cuyo tipo espectral es B2IV.
Con una temperatura superficial de 19.845 K, su luminosidad bolométrica —en todo el espectro electromagnético— es 3500 veces superior a la del Sol.
Tiene un radio 5 veces más grande que el radio solar, girando sobre sí misma con una velocidad de rotación proyectada de sólo 20 km/s —lenta para una estrella de sus características—, lo que supone que su período de rotación es, como máximo, de 13 días.
Tiene una masa de 7,5 masas solares y se ha propuesto que no es una verdadera subgigante sino una estrella de 22 millones de años de edad aún en la secuencia principal.
Muy cerca de ella —la separación visual es de una décima de segundo de arco—, se puede observar una primera compañera denominada Kappa Centauri Ab.
Probablemente es una estrella blanca de la secuencia principal de tipo A0V con una temperatura de 9500 K.
190 veces más luminosa que el Sol, se estima que su masa puede ser 3 veces mayor que la masa solar.
La separación entre ambas estrellas es de aproximadamente 12 UA y el período orbital de unos 12 años.
Completa el sistema una tercera estrella (Kappa Centauri B) de undécima magnitud, visualmente separada del par interior cuatro segundos de arco.
Es una enana naranja de tipo K2V la cual, asumiendo que su masa es 3/4 partes de la del Sol, orbita a 470 UA de Kappa Centauri Aa-Ab.
Emplea más de 3000 años —3450 años según otro estudio— en completar su órbita.